# Lake
|  | Per a altres significats, vegeu «Comtat de Lake». |

Lake és una població del Comtat de Scott a l'estat de Mississipi als Estats Units d'Amèrica.

## Demografia
Segons el cens dels Estats Units del 2000 Lake tenia 408 habitants., 147 habitatges, i 108 famílies. La densitat de població era de 143,2 habitants per km².
Dels 147 habitatges en un 33,3% hi vivien nens de menys de 18 anys, en un 46,9% hi vivien parelles casades, en un 22,4% dones solteres, i en un 26,5% no eren unitats familiars. En el 24,5% dels habitatges hi vivien persones soles el 10,9% de les quals corresponia a persones de 65 anys o més que vivien soles. El nombre mitjà de persones vivint en cada habitatge era de 2,78 i el nombre mitjà de persones que vivien en cada família era de 3,31.
Per edats la població es repartia de la següent manera: un 27% tenia menys de 18 anys, un 13,2% entre 18 i 24, un 25,7% entre 25 i 44, un 20,6% de 45 a 60 i un 13,5% 65 anys o més.
L'edat mediana era de 34 anys. Per cada 100 dones de 18 o més anys hi havia 79,5 homes.
La renda mediana per habitatge era de 28.333 $ i la renda mediana per família de 40.833 $. Els homes tenien una renda mediana de 28.000 $ mentre que les dones 16.250 $. La renda per capita de la població era de 12.858 $. Entorn del 20% de les famílies i el 21,6% de la població estaven per davall del llindar de pobresa.

## Poblacions properes
El següent diagrama mostra les poblacions més properes.